# Brûlés
Cet article possède des paronymes, voir Brûlé et Brules.

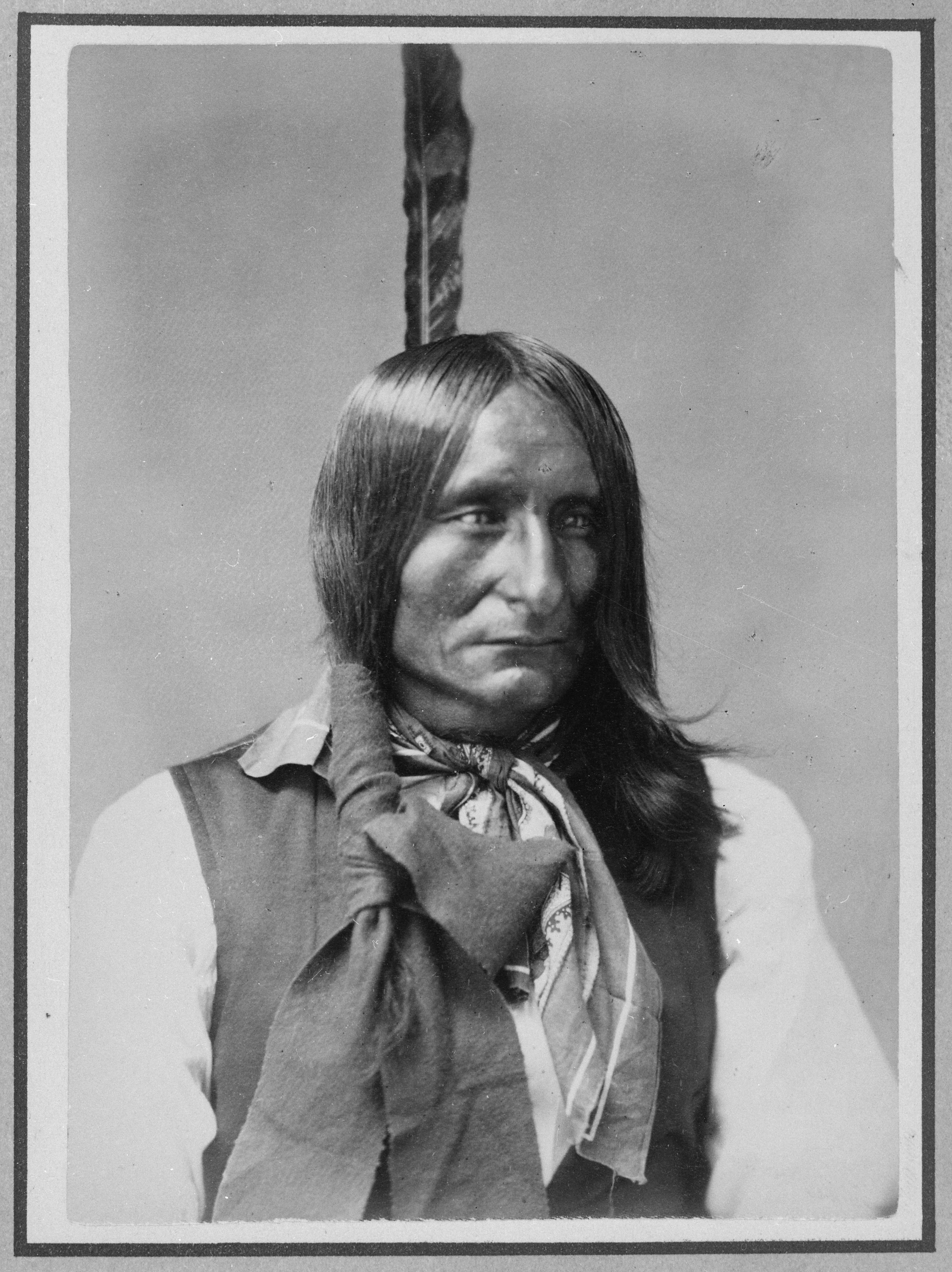
Photographie d'un Brûlé en 1872.

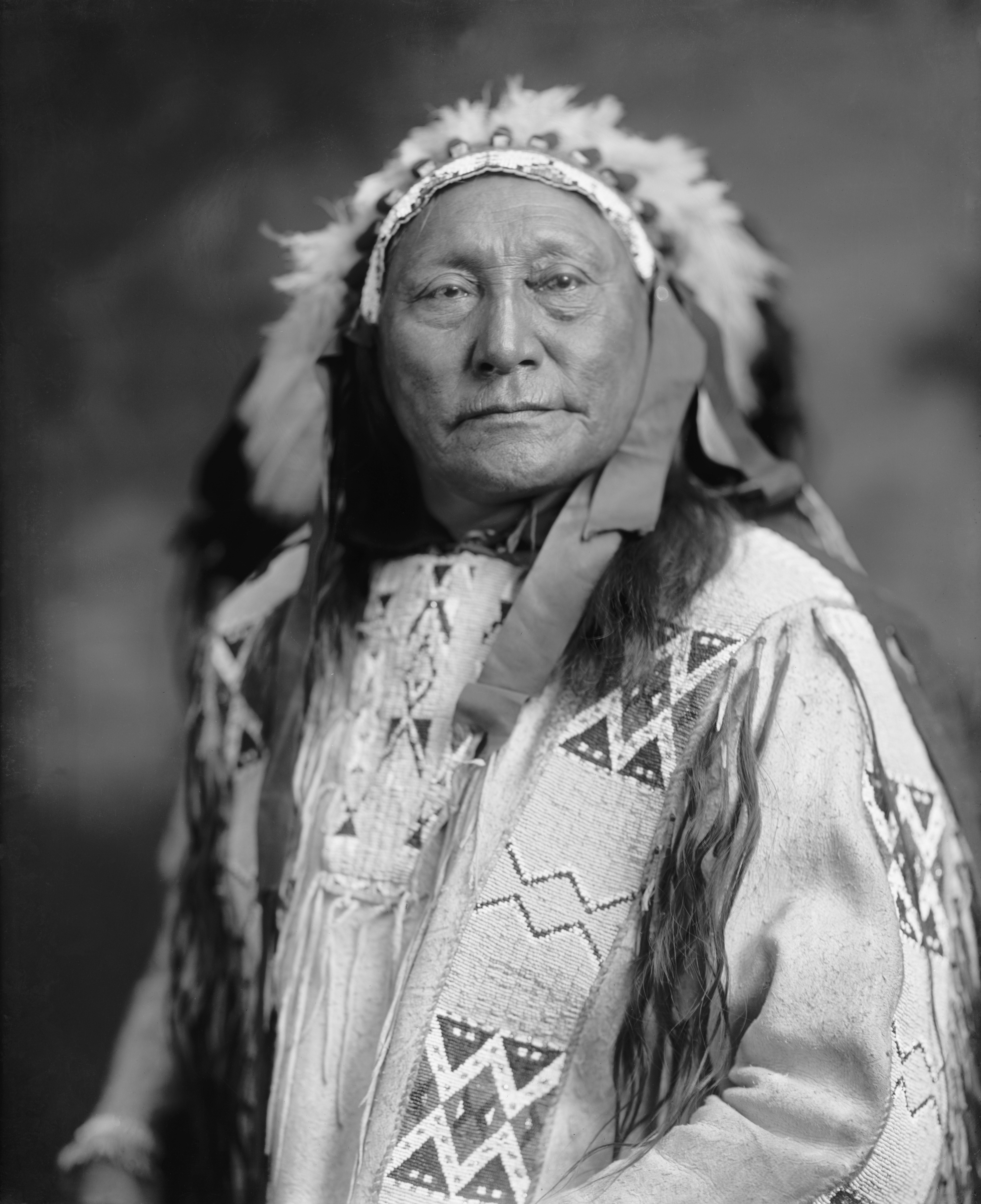
Hollow Horn Bear, un chef brûlé. Photo entre 1905 et 1913.

Les Brûlés constituent l'un des 7 clans qui forment la tribu Lakota (teton). Ils s'appellent eux-mêmes Sichangus (« Cuisses Brûlées »).
Les Brûlés vivent actuellement pour la plupart dans les réserves de Rosebud et Lower Brulé (en) (Dakota du Sud). Ils se sont reconvertis dans les jeux de hasard (Lower Brule Sioux Tribe Golden Buffalo Casino), l'agro-alimentaire (le premier producteur de pop-corn du pays est le Lower Brule Farm Corp.) et le tourisme.

## Ethnonymie et écriture
Le nom des Brûlés aurait pour origine un incident survenu lors de leur migration du Mississippi au Missouri dans les années 1760. Au cours d'un incendie de prairie, la plupart des Sioux de cette bande eurent les jambes grièvement brûlées et furent par la suite appelés Sichangu (« Cuisses Brûlées »). Les marchands français de la région les nommèrent alors Brûlés. Les anglo rédacteurs font abstraction du diacritique accent circonflexe, mais conservent l'accent aigu.